# Coq de Lafayette
Gallus lafayettii
Espèce
Statut de conservation UICN

 LC  : Préoccupation mineure
Le Coq de Lafayette (Gallus lafayettii) est une espèce d'oiseaux de la famille des Phasianidae.

## Description
Sa crête est simple, de taille moyenne, rouge (avec du jaune en son centre) et légèrement dentelée. Son plumage est abondant et effilé, sa silhouette plus affinée que Gallus gallus. Les oreillons sont rouges et les tarses couleur chair.
Cette espèce est très farouche et belliqueuse.

## Dimorphisme sexuel
Comme tous les phasianidés, le dimorphisme sexuel est très marqué : le coq est plus grand et vivement coloré avec des ergots sur les tarses, alors que la poule est plus petite et plus terne, afin de se camoufler lors de la couvaison.
La crête est développée et colorée chez le coq, alors que celle de la poule est quasi inexistante.
Chez cette espèce, il n'y a pas de « phase d'éclipse » (double mue) du plumage comme pour les autres espèces du genre Gallus.

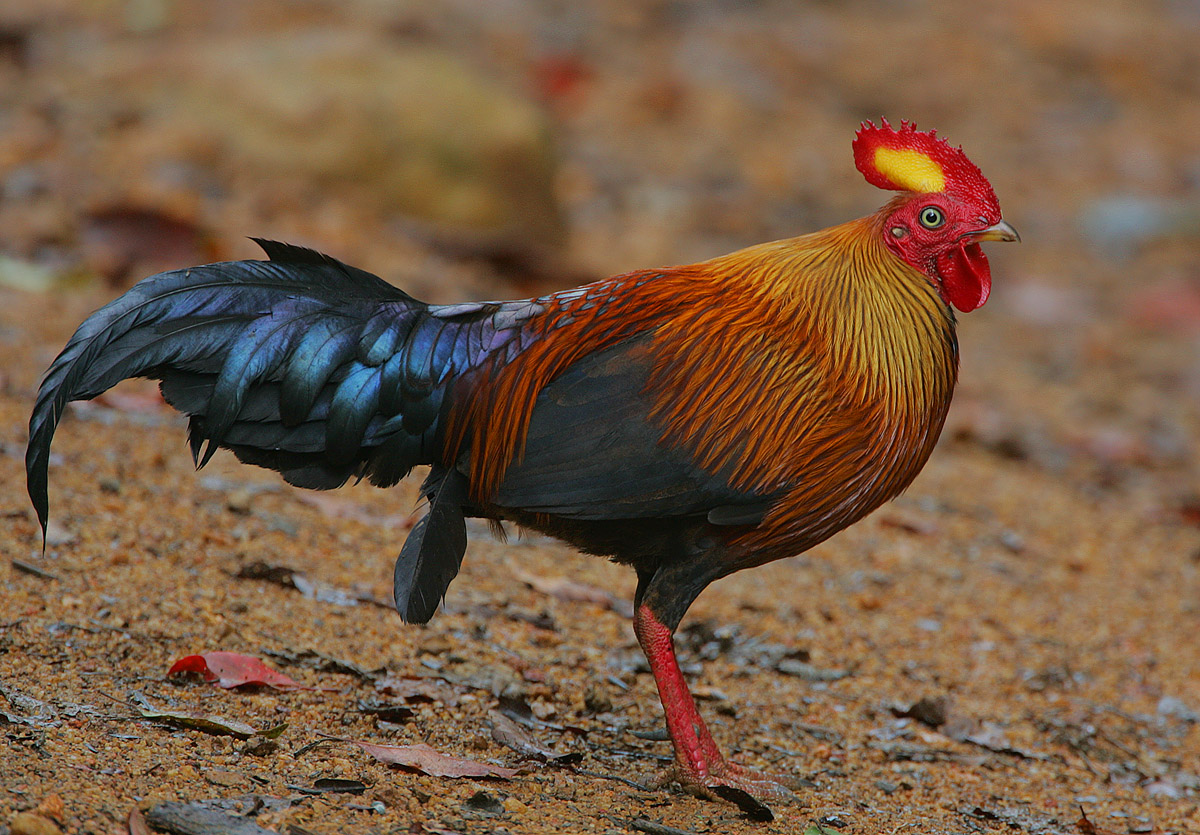
Coq

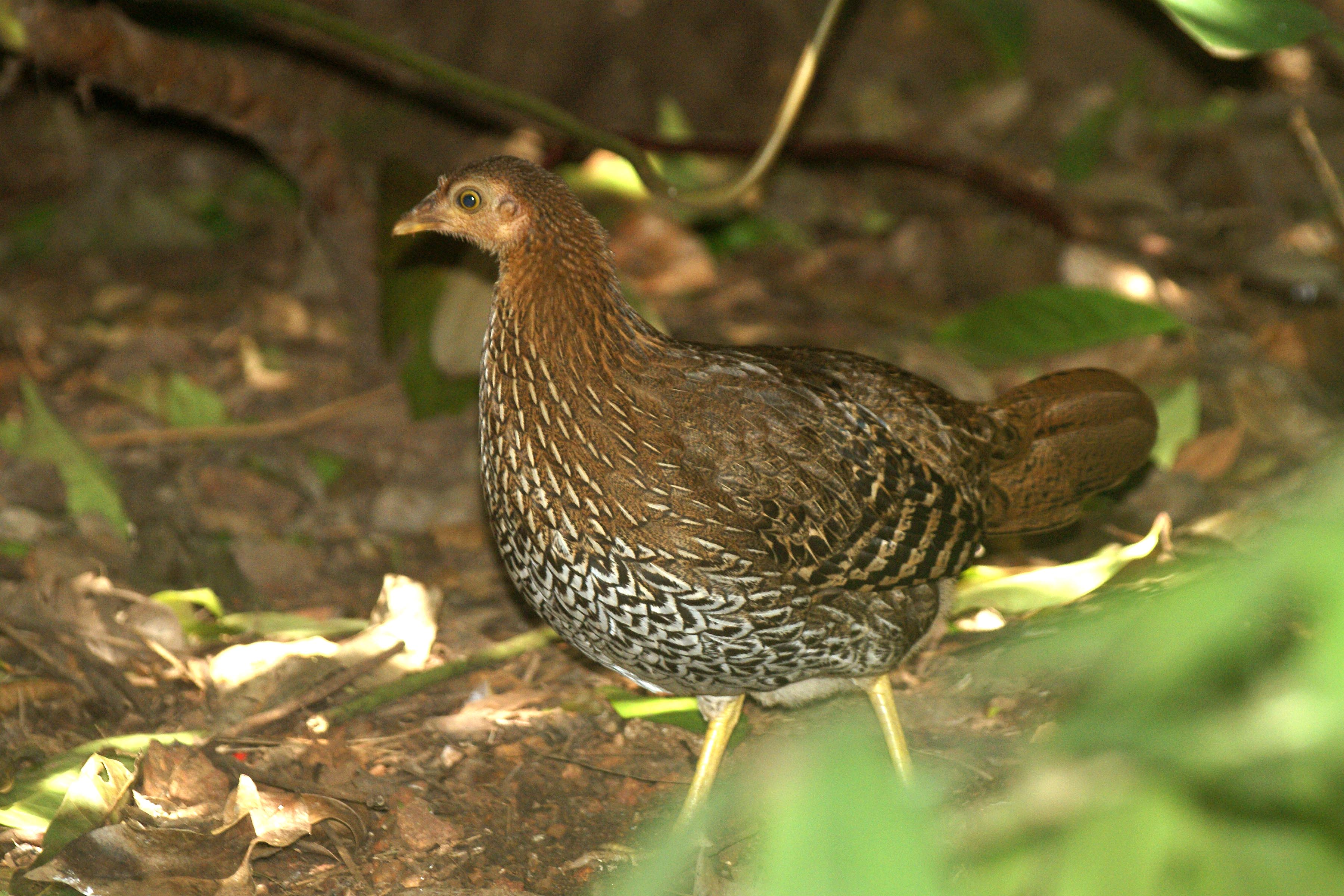
Poule

## Reproduction
La poule construit son nid dans un endroit isolé de ses prédateurs (souches d'arbres creux, terriers abandonnés, dans les broussailles et les buissons…), généralement au niveau du sol car les poussins sont nidifuges.

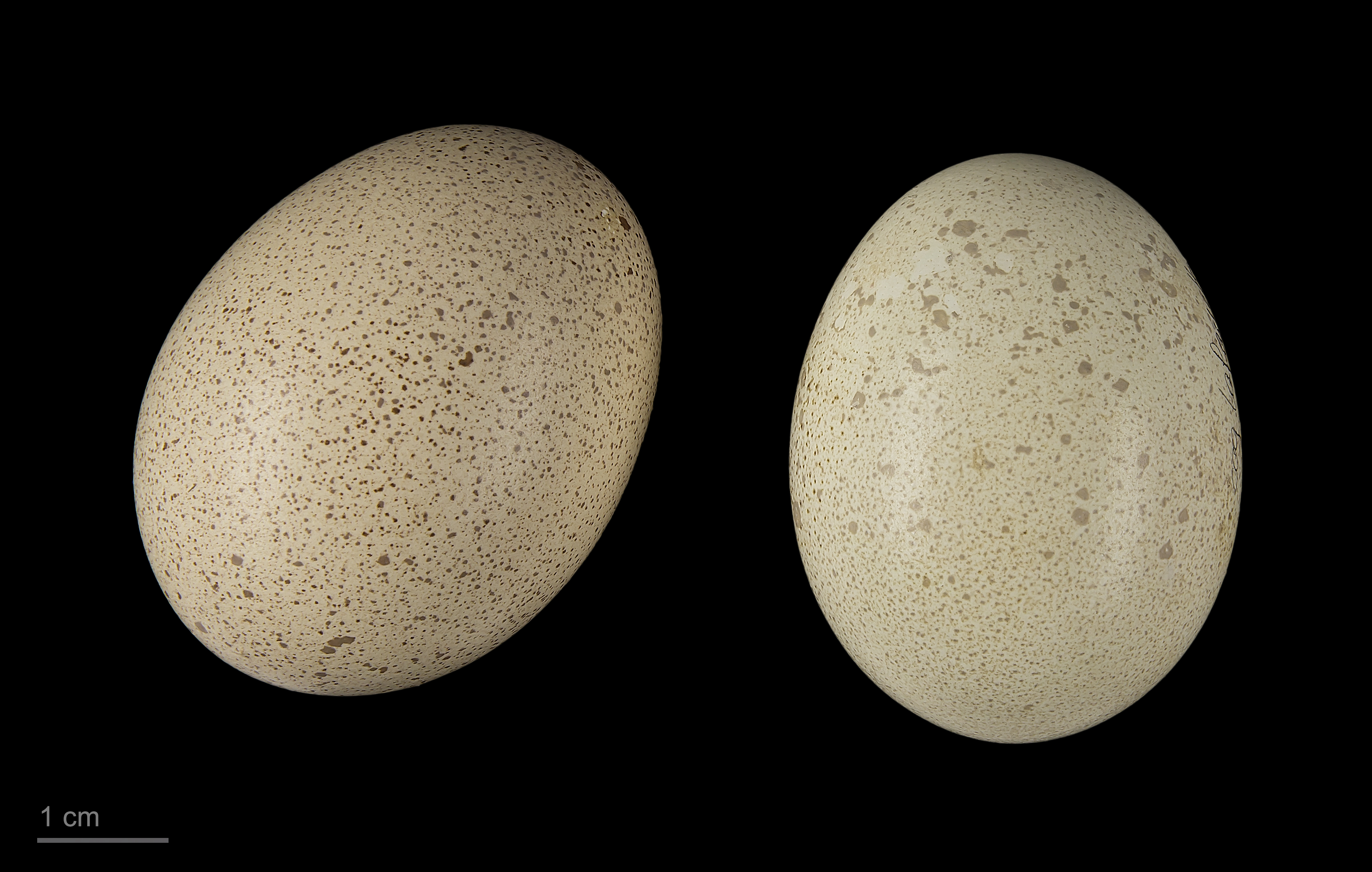
Gallus lafayettii - MHNT

Seule la poule se charge de la couvaison, durant environ 21 jours de 2 à 4 œufs couleur blanc sale, pondus bien sûr au rythme d'un par jour, mais les poussins « synchronisent » leur éclosion.
Durant cette période, la poule quitte le nid furtivement pour se nourrir et s'abreuver  afin de conserver le chaleur nécessaire au bon développement des embryons (entre 37,5 °C et 38,5 °C).
Une fois éclos, les poussins resteront durant au moins 2 semaines avec leur mère, celle-ci grattant le sol à la recherche de nourriture (végétaux, insectes, mollusques…) afin de leur « apprendre » tout en leur distribuant ses « trouvailles » et la nuit tombante, ils se réfugient sous elle afin de rester au chaud et d'être en sécurité.
Durant la couvaison, le coq surveille attentivement sa ou ses poules et les protège d'éventuels prédateurs, avec acharnement jusqu'à la mort si nécessaire, usant de son bec et de ses ergots. Une fois les œufs éclos, il surveille attentivement sa progéniture, lui distribuant les petites proies qu'il trouve.
Les poussins naissent recouverts d'un duvet jaunâtre, le dessus de la tête et du dos sont couverts d'une bande marron (d'avant en arrière), elle-même recouverte de 2 petites bandes sur les côtés de cette première, une plus claire et l'autre plus sombre, les camouflant sur le sol, les feuilles mortes et les branchage.
Ils sont identiques aux poussins des races domestiques des variétés dorées (doré-saumoné, perdrix-doré) qui sont les couleurs rencontrées chez les sous-espèces sauvages et ne diffèrent guère en coloris des poussins des autres espèces de phasianidés.
Les coqs de cette espèce atteignent leur pleine maturité à 2 ans.

## Distribution et habitat

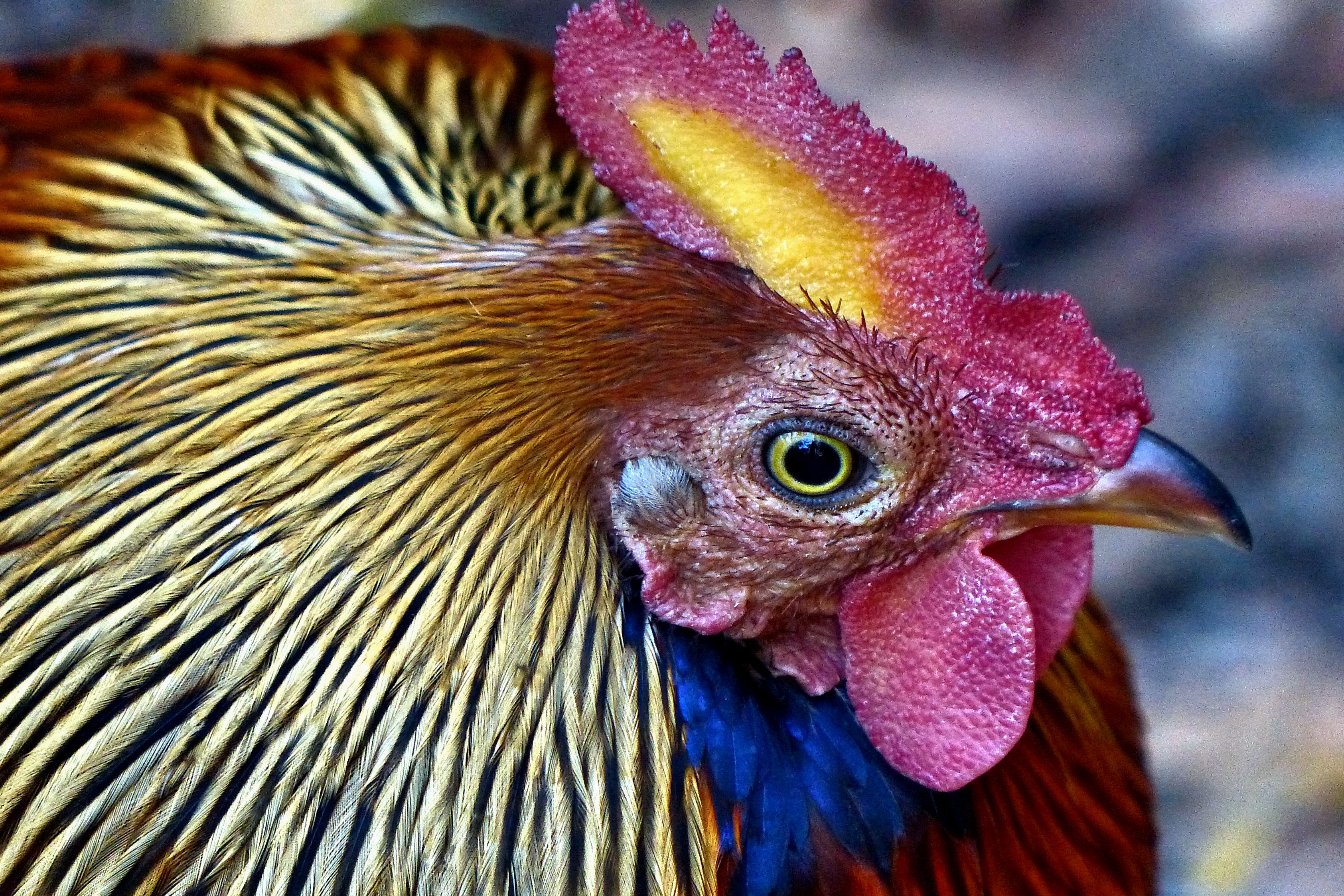
Gallus lafayettii en parc national de Horton Plains, Sri Lanka

Il vit exclusivement au Sri Lanka, dans des habitats variés, des zones arides ouvertes aux zones boisées et humides. Il s'adapte mal en captivité en Europe et est très rare en France.

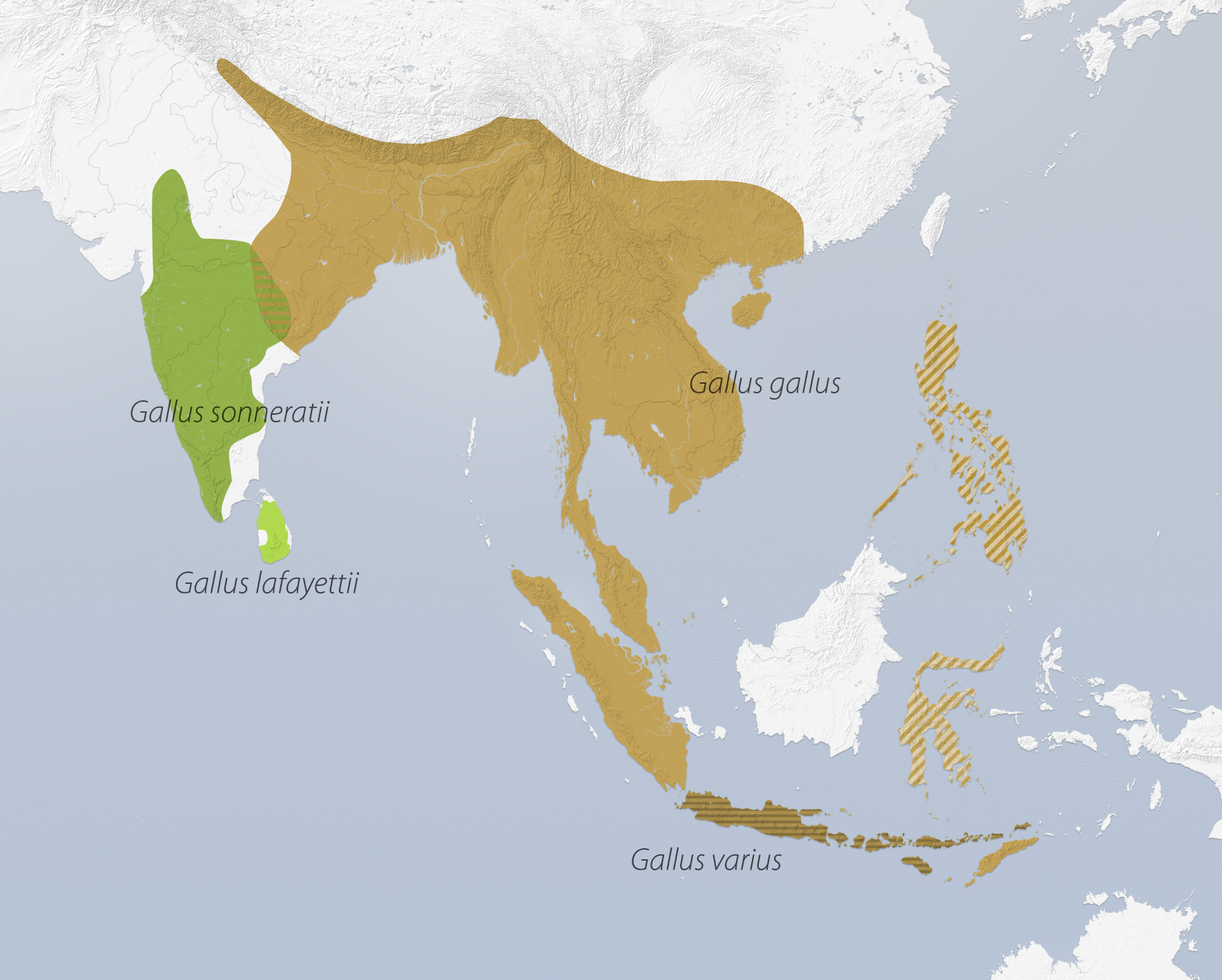
Répartition du genre Gallus. Gallus gallus est une espèce sympatrique.

## Régime alimentaire
Herbivore, se nourrit principalement de graines.

## Taxonomie
L'espèce a originellement été décrite sous le nom Gallus lafayetii, mais son nom scientifique a ensuite été modifié en Gallus lafayettii.

## Mutant sans queue
En 1868 le naturaliste britannique Charles Darwin a nié incorrectement l’existence d’un mutant sans queue, décrit en 1807 par le zoologiste néerlandais Coenraad Jacob Temminck.

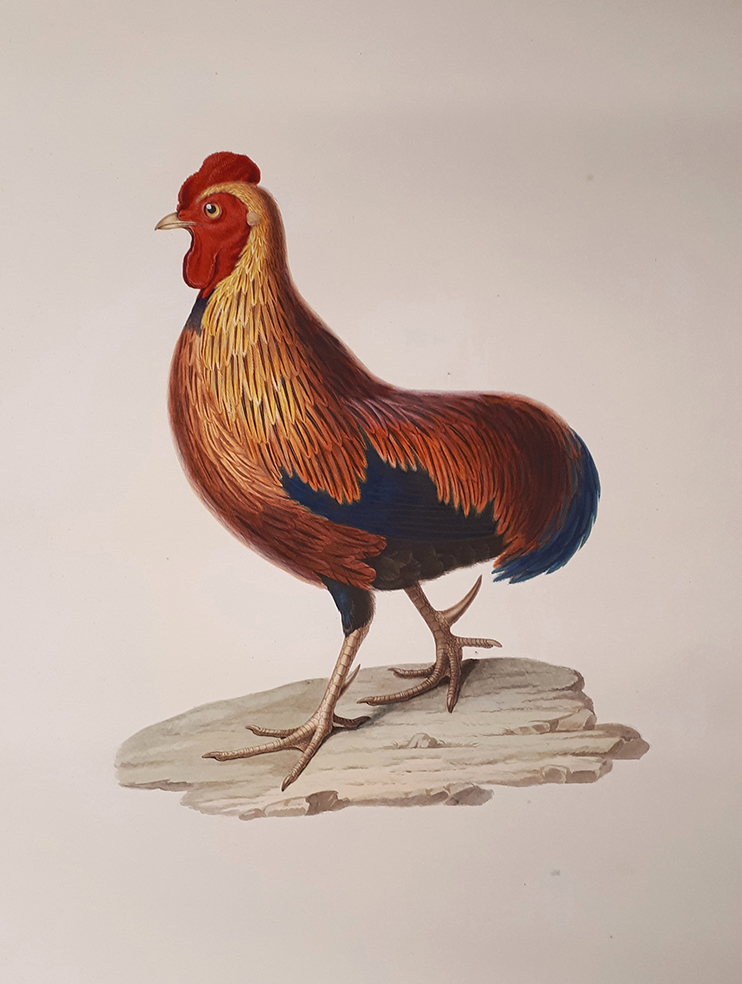
Lithographie du mutant sans queue du Coq de Lafayette par Jean-Gabriel Prêtre (1805 ou 1806) sur commande de Coenraad Jacob Temminck (Centre de biodiversité Naturalis, Leyde, Pays-Bas)